# Levirat
Levirat (von lateinisch levir ‚Schwager‘), Leviratsehe oder Schwagerehe bezeichnet in der Ethnosoziologie eine Sitte, nach welcher der Bruder (oder ein anderer naher Verwandter) eines kinderlos Verstorbenen dessen Witwe heiratete.

## Begriff
Das Levirat kommt nur in patrilinearen Gesellschaften vor und soll die durch die Ehe geschlossene Allianz zwischen zwei Familien wahren. Darüber hinaus dient es einerseits als Schutzbestimmung für die Erhaltung der erbberechtigten männlichen Nachkommenschaft einer Familie und andererseits der Versorgung der kinderlosen Witwe, die ansonsten ihren Platz in der Gesellschaft verloren hätte. Der Bruder des kinderlos Verstorbenen ist dadurch verpflichtet, mit der Witwe seines Bruders einen Erben zu zeugen. Eine förmliche Heirat ist dabei nicht in jedem Fall notwendig, da das im Levirat gezeugte Kind als Nachkomme des verstorbenen Ehemannes der Mutter gilt.

## Im Judentum
Das Levirat (hebräisch ייבום, Jibbum) wird in der Tora erstmals in Genesis 38  erwähnt und als Gesetz in 5. Buch Mose (Deuteronomium) 25,5–10 . In Mischna und Talmud wird der Jibbum ausführlich im Traktat Jewamot (מַסֶּכֶת יְבָמוֹת „Schwägerinnen“, siehe Seder Naschim) behandelt. Voraussetzung war, dass der Bruder ohne männliche Nachkommen verstarb. Damit war der Familienbesitz gefährdet. Um diesen Besitz zu schützen, der nach der Tora von Gott JHWH durch Josua verteilt worden war, und die Stellung der Witwe zu sichern, heiratete der nächste Bruder, sofern er volljährig war, seine Schwägerin. Sollte er nicht in der Lage sein, die Schwägerin zu heiraten, ging die Pflicht auf den folgenden Bruder über. Wenn der betreffende Bruder noch nicht heiratsfähig war, musste die Witwe bis zu dessen Volljährigkeit warten. Ziel war es, einen männlichen Nachkommen zu zeugen, der den „Namen und Rechtsstellung“ des verstorbenen Gatten erhielt und rechtlich als dessen Sohn galt. Die Schwagerehe war nicht gestattet, wenn aus der ersten Ehe Söhne vorhanden waren. Der Vollzug des Levirats war eine religiöse Pflicht, kam aber nur bei Zustimmung beider Parteien zur Ausübung.

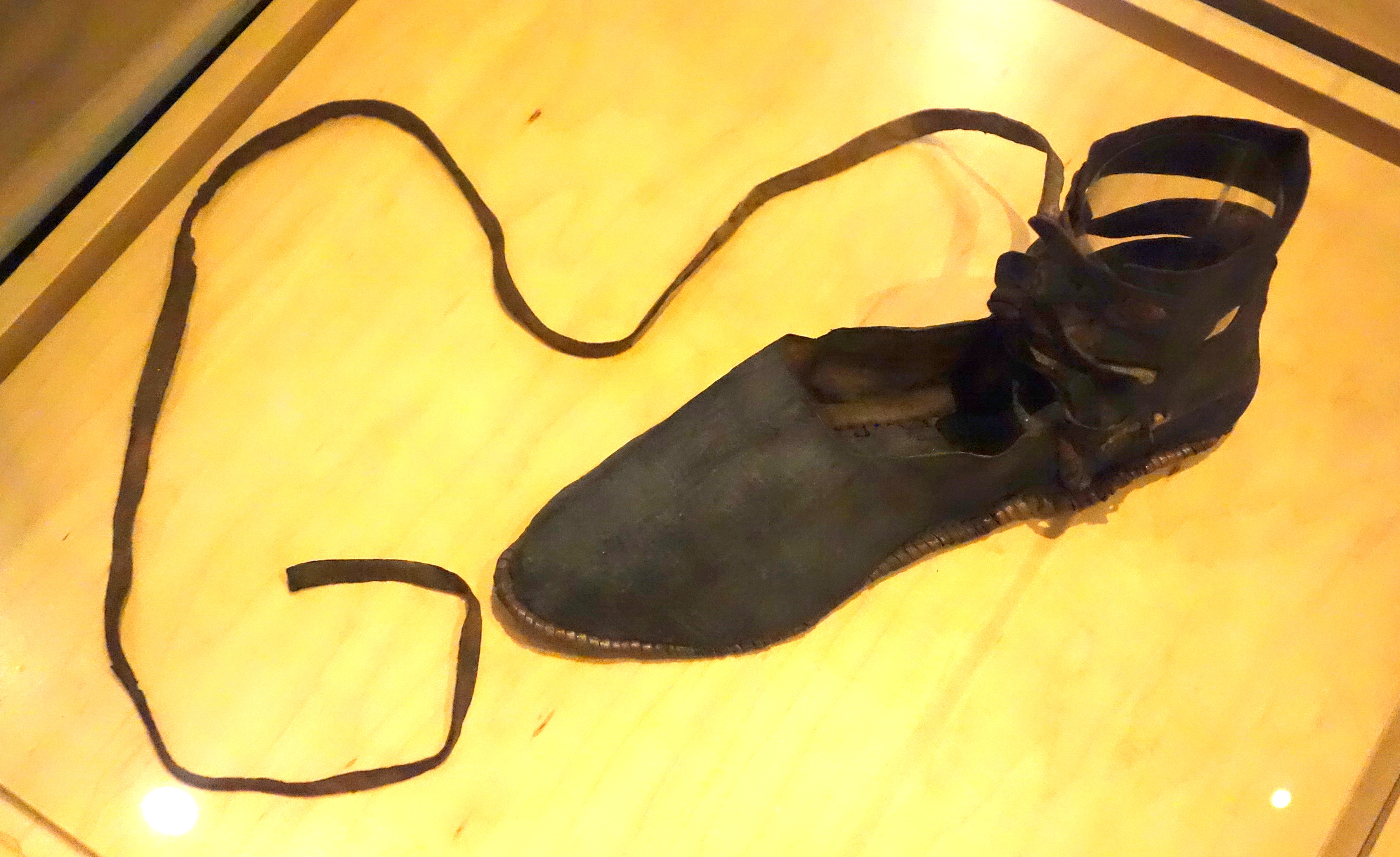
Ḥaliẓah- oder Chalitza-Schuh (20. Jh.)

Wenn einer der beiden Beteiligten nicht einwilligt, wird die Zeremonie der Chalitza (Ḥaliẓah) ausgeführt. Dabei zieht die Witwe dem Levir (Schwager) einen Chalitza-Schuh aus und spuckt vor ihm auf die Erde. Dabei wird ein bestimmter Spruch gesagt. Dies wurde traditionell vor den Ältesten vollführt, später wandelte es sich jedoch zu einer öffentlichen Zeremonie. Seit der Zeit Raschis um 1100 n. Chr. wurde die Chalitza dem Levirat vorgezogen.

„Wenn Brüder beieinander wohnen und einer stirbt ohne Söhne, so sollte seine Witwe nicht die Frau eines Mannes aus einer andern Sippe werden, sondern ihr Schwager soll zu ihr gehen und sie zur Frau nehmen und mit ihr die Schwagerehe schließen. Und der erste Sohn, den sie gebiert, soll gelten als der Sohn seines verstorbenen Bruders, damit dessen Name nicht ausgetilgt werde aus Israel. Gefällt es aber dem Mann nicht, seine Schwägerin zu nehmen, so soll sie, seine Schwägerin, hingehen ins Tor vor die Ältesten und sagen: Mein Schwager weigert sich, seinem Bruder seinen Namen zu erhalten in Israel, und will mich nicht ehelichen. Dann sollen ihn die Ältesten der Stadt zu sich rufen und mit ihm reden. Wenn er aber darauf besteht und spricht: Es gefällt mir nicht, sie zu nehmen –, so soll seine Schwägerin zu ihm treten vor den Ältesten und ihm den Schuh vom Fuß ziehen und ihm ins Gesicht speien und soll antworten und sprechen: So soll man tun einem jeden Mann, der seines Bruders Haus nicht bauen will! Und sein Name soll in Israel heißen des ‚Barfüßers Haus‘.“

Im Alten Testament spielt das Levirat eine Rolle in der Geschichte von Onan, der mit seiner Schwägerin Tamar Nachkommen für seinen verstorbenen Bruder zeugen soll – von einer Hochzeit ist dabei nicht die Rede –, sich dieser Pflicht aber verweigerte. Nach seinem Tod verzögerte sein Vater Juda Tamars Hochzeit mit seinem nächstjüngeren Sohn, worauf Tamar, um ihr Recht auf einen Sohn von ihrem Mann und damit ihre Stellung in dessen Familie zu wahren, ihren Schwiegervater verführte und damit dessen Familie fortführt.
Ein weiteres Beispiel für eine Leviratsehe erzählt das Buch Rut. Hier gibt es zwar keinen Schwager mehr, aber zwei entfernte Verwandte von Ruts verstorbenem Ehemann müssen sich darüber einigen, wer die Witwe und damit das Land der Familie bekommt. In diesem Zusammenhang ist auch die Sitte des Schuhausziehens genannt (Rut 4,7 ).
Im Neuen Testament dient die Sitte des Levirats als Vorwand für die sogenannte Sadduzäerfrage: Wenn eine Frau der Reihe nach mit allen sieben Brüdern einer Familie verheiratet gewesen sei, wessen Frau ist sie dann nach der Auferstehung?  (Mk 12,18–27  und synoptische Parallelen).

## In anderen Kulturen
Claude Lévi-Strauss berichtete in seinem Buch Traurige Tropen auch vom Levirat bei den Tupi-Kawahib, einem 1938 noch isoliert lebenden indigenen Volk in Brasilien. Nach seiner Schilderung hatte das Levirat dort den Zweck, dem hinterbliebenen Bruder, der aufgrund der verhältnismäßig wenigen auf dem Heiratsmarkt verfügbaren Frauen unverheiratet geblieben war, eine Ehefrau zu sichern. Lévi-Strauss berichtete allerdings auch, dass Brüder schon zu Lebzeiten eine gemeinsame Ehefrau hatten, also fraternale Polyandrie praktiziert wurde.